# Ferdinand Kirschner
Pour les articles homonymes, voir Kirschner.
Ferdinand Kirschner (né le 18 mai 1821 à Vienne, Autriche - mort le 3 mars 1896, dans la même ville) était un architecte austro-hongrois du XIXe siècle.

## Biographie
Ferdinand Kirschner est maitre d'ouvrage pour le compte de l'État depuis 1850 et devient, en 1858, architecte en chef. Entre 1865 et 1869, il travaille à la rénovation du quartier Hradčany à Prague, après quoi, il est désigné urbaniste en chef (burghauptmann) de Vienne. Dans la capitale de l'Empire, il travaille surtout à la rénovation de la Hofburg et on lui doit, entre autres, la décoration de la Redoutensale, (qui est partiellement incendiée en 1992).
Son chef d’œuvre est sans doute la reconstruction de l'« Aile Michael » (Michaelestrakten) de la Hofburg entreprise entre 1889 et 1893, qui s'inspire du plan originel de Joseph Emanuel Fischer von Erlach, vieux de 200 ans et qui n´avait jamais été réalisé.
Il dessine, pour l'église des capucins de Vienne (Kapuzinerkirche) où se trouve la crypte des empereurs et membres de la famille impériale autrichienne, le tombeau du prince héritier Rodolphe.